# Sonde atomique tomographique
 (juin 2019).

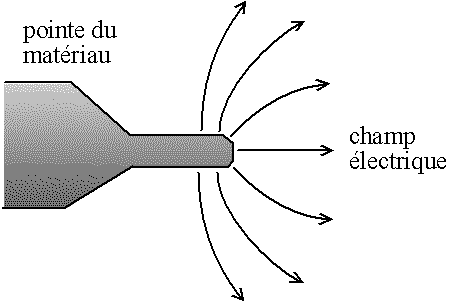
Principe du microscope à effet de champ : l'objet, taillé en pointe très fine, est évaporé sous l'effet d'un champ électrique

La sonde atomique tomographique est un microscope analytique tridimensionnel de haute résolution qui permet d'observer la distribution spatiale des atomes dans un matériau en en connaissant la nature chimique.

## Principe de fonctionnement
Son principe de fonctionnement repose sur l'évaporation par effet de champ des atomes de surface de l'échantillon préparé sous la forme d'une fine pointe de 20 à 100 nm de rayon de courbure. Cette technique d'analyse entre dans la catégorie plus vaste des microscopes à effet de champ (field emission microscope), elle consiste à évaporer sous forme d'ions les atomes de la surface d'un échantillon par un champ électrique très intense pulsé périodiquement (100 kHz). L'échantillon est alors évaporé atome par atome, couche atomique par couche atomique.
Les atomes évaporés sont collectés par un détecteur d'ions sensible à position des impacts permettant de calculer la position initiale des atomes évaporés. C'est un microscope à projection quasi stéréographique dont le grandissement est de quelques millions. La nature chimique de chaque ion est obtenue par spectrométrie de masse à temps de vol. L'instant de départ des ions est fourni par les impulsions électriques transmises à la pointe et le détecteur donne l'instant d'arrivée. On obtient donc une cartographie de la distribution des atomes dans l'échantillon avec une résolution atomique. On obtient une « photographie » des impacts des ions, et à partir de la position des impacts, on en déduit son point de départ par une projection stéréographique inverse.
Notons que près de 40 % des ions ne sont pas détectés. Alors que la résolution en profondeur est voisine d'une distance atomique, la résolution spatiale en surface est bien moins bonne (0,3 à 1 nm) à cause des aberrations de trajectoires des ions. On ne peut donc pas véritablement reconstruire le cristal en 3D à l'échelle de l'atome. On ne peut donc pas voir les lacunes (atome manquant dans le cristal).

## Historique
La sonde atomique tomographique est issue d'une technique plus ancienne inventée par E.W. Müller dans les années 1950. Il s'agit de la microscopie ionique à effet de champ (FIM pour field ion microcroscopy). Une image de la distribution spatiale des atomes en surface d'une pointe est obtenue par ionisation d'un gaz rare (He, Ne, Ar) près de la pointe. Malheureusement, cette technique d'imagerie 2D ne permettait pas de connaître la nature chimique des atomes imagés. Ce problème a été résolu avec le développement de la sonde atomique. Un tel microscope (FIM) est toujours intégré dans les sondes atomiques tomographiques actuelles.
La microscopie ionique permet, par évaporation des atomes de surface, d'explorer en profondeur l'échantillon (la pointe) couche atomique par couche atomique. On peut ainsi reconstruire la structure du cristal, et mettre en évidence un joint de grains ou une dislocation. Il existe aujourd'hui des prototypes de microscope ionique 3D munis d'une caméra interfacée à un ordinateur permettant de reconstruire automatiquement la distribution des atomes dans la pointe examinée. Cette technique permet de composer une image à trois dimensions du cristal et de ses défauts par ordinateur. C'est une image de synthèse, reconstruite atome par atome et non une image enregistrée. La préparation d'une pointe nanométrique contenant un joint ou une dislocation est un exercice difficile, et nécessite beaucoup de soin. On contrôle la position du défaut en cours d'élaboration par microscopie électronique en transmission (MET). Des progrès considérables ont été réalisés grâce aux techniques d'amincissement ionique par faisceau d'ions focalisés (FIB pour focused ion beam).
Après l'invention de la microscopie ionique et de la sonde atomique unidimensionnelle  (seuls des profils de concentration pouvaient être produits) par E.W. Müller, un pas décisif fut franchi fin des années 1980, début des années 1990 avec la conception des sondes atomiques tomographiques combinant mesure du temps de vol des ions et position des impacts d'ions au moyen d'un détecteur sensible à position,,. Une image 3D résolue à une échelle proche de l'atome, de la distribution des espèces atomiques chimiques pouvait été produite pour la première fois 
(tomographic atom probe, TAP, ou three dimensional atom probe, 3DAP). La sonde atomique tomographique pemet d'identifier chimiquement et localiser les atomes dans le cristal, ce qui permet de voir par exemple la ségrégation d'atomes étrangers aux joints de grains ainsi qu'autour d'une dislocation  (atmosphère de Cottrell).

## Échantillon

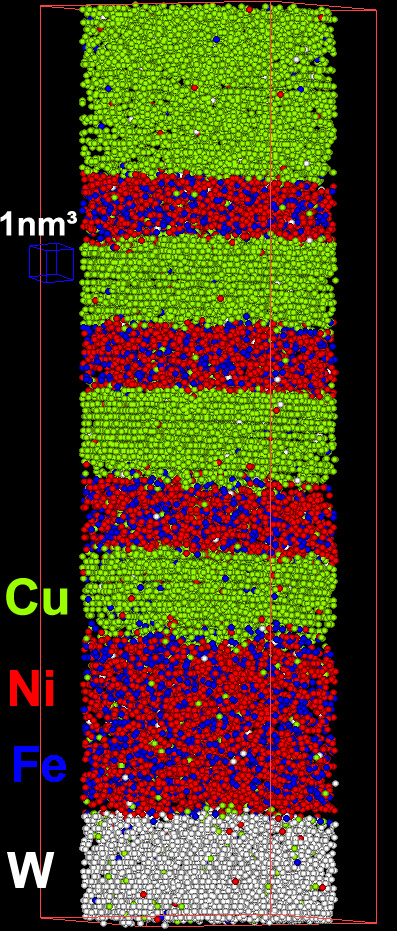
Résultat d'analyse d'un échantillon métallurgique par sonde atomique.

Il faut créer un champ électrique suffisamment intense pour ioniser des atomes et les arracher (évaporation par effet de champ). On utilise l'effet de pointe (effet paratonnerre) : lorsque l'on établit une différence de potentiel entre la pointe et le détecteur, le champ électrique à la surface de l'objet (E) sera d'autant plus grand que le rayon de courbure (R) est faible : 
E = V/k R
avec k un facteur de champ.
Il faut donc que l'échantillon soit fait d'un matériau conducteur (couramment un métal), et y tailler une pointe la plus fine possible (quelques dizaines de nanomètres, soit environ 0,000 01 mm). Ceci se fait souvent par dissolution électrolytique (grossièrement, c'est le principe d'une attaque acide). Une innovation a été apportée en remplaçant les impulsions électriques par des impulsions laser de durée voisine de 1 ps. La sonde atomique tomographique « laser » permet l'analyse des matériaux mauvais conducteurs de l'électricité (semiconducteurs, oxydes…).